# Tamara Csipes
Tamara Csipes (Budapest, 24 agosto 1989) è una canoista ungherese, specializzata nella velocità.

## Biografia
È figlia del canoista Ferenc Csipes e della nuotatrice Andrea Orosz.

## Palmarès
- Olimpiadi

Rio de Janeiro 2016: oro nel K4 500m.
Tokyo 2020: oro nel K4 500m, argento nel K1 500m.
Parigi 2024: argento nel K1 500m, bronzo nel K4 500m.
- Mondiali

Poznań 2010: oro nel K2 1000m e nel K4 500m.
Seghedino 2011: oro nel K1 1000m e nel K1 5000m.
Mosca 2014: oro nel K2 1000m e argento nel K1 1000m.
Montemor-o-Velho 2018: oro nel K2 1000m.
Seghedino 2019: oro nel K1 1000m e nel K4 500m.
- Campionati europei di canoa/kayak sprint

Brandeburgo 2009: argento nel K2 1000m e K4 500m.
Trasona 2010: oro nel K2 1000m, argento nel K1 5000m e nel K4 500m.
Belgrado 2011: oro nel K2 500m e nel K2 1000m.
Brandeburgo 2014: oro nel K1 1000m e nel K2 500m.
Mosca 2016: oro nel K4 500m.
Belgrado 2018: argento nel K2 200m e bronzo nel K2 1000m.
- Giochi europei

Minsk 2019: oro nel K4 500m.